# Anthology (альбом Alien Ant Farm)
| Совокупная оценка | Совокупная оценка |
| Источник          | Оценка            |
| ----------------- | ----------------- |
| Metacritic        | 65/100            |
| Оценки критиков   |                   |
| Источник          | Оценка            |
| AllMusic          | [ 2 ]             |
| Melodic           | [ 6 ]             |
| NME               | (6/10)            |
| Rolling Stone     | [ 8 ]             |
| Wall of Sound     | (62/100)          |
| Yahoo! Music UK   | (7/10)            |

Anthology (стилизованно как ANThology) (с англ. — «Антология») — второй студийный альбом американской рок-группы Alien Ant Farm, выпущенный 6 марта 2001 года в Соединённых Штатах и 19 марта в Австралии и Великобритании. Anthology также является альбомом, выпущенным на крупном лейбле звукозаписи. Предыдущий дебютный альбом, Greatest Hits, был выпущен независимо и несмотря на его название, он не является сборником. В поддержку альбома Alien Ant Farm отправились в концертный тур Warped Tour, который длился с июня по август.
Anthology получил положительные отзывы от музыкальных критиков; на сайте-агрегаторе Metacritic оценка альбома составляет 65 баллов из 100 на основе 6 отзывов.
Песня Smooth Criminal была выпущена в качестве загружаемого контента для серии видеоигр Rock Band 5 мая 2009 года. Кавер-версия песни Майкла Джексона «Smooth Criminal», благодаря которой она стала одной из известных у Alien Ant Farm, была выпущена как первый сингл. Песня «Wish» стала саундтреком к видеоигре Tony Hawk's Pro Skater 3 2001 года, а «Courage» саундтреком к видеоиграм Shaun Palmer’s Pro Snowboarder 2001 года и ATV Offroad Fury 2 2002 года.

## Список композиций
Слова и музыка всех песен — Alien Ant Farm, кроме песни «Smooth Criminal», автор — Майкл Джексон.
| №                   | Название | Длительность |
| ------------------- | --- | ------------ |
| 1.                  | «Courage» | 3:30         |
| 2.                  | «Movies» | 3:15         |
| 3.                  | «Flesh and Bone» | 4:28         |
| 4.                  | «Whisper» | 3:25         |
| 5.                  | «Summer» | 4:15         |
| 6.                  | «Sticks and Stones» | 3:16         |
| 7.                  | «Attitude» | 4:54         |
| 8.                  | «Stranded» | 3:57         |
| 9.                  | «Wish» | 3:21         |
| 10.                 | «Calico» | 4:10         |
| 11.                 | «Happy Death Day» | 4:33         |
| 12.                 | «Smooth Criminal» (кавер Майкла Джексона)                                                                                             | 3:29         |
| 13.                 | «Universe» (песня «Universe» заканчивается на 5:53. После 30 секунд тишины, то есть на 6:23, начинается скрытый трек «Orange Appeal») | 9:07         |
| Общая длительность: | Общая длительность: | 55:40        |

Примечания
- Песня «Wish» была одной из первых песней группы, когда-либо написанных, а также включена в их мини-альбом $100.
- Песня «Movies» изначально была в альбоме Greatest Hits.
- Песня «Universe» была первоначально в мини-альбоме Love Songs, хотя она также есть в Greatest Hits.
- Ранняя кавер-версия Майкла Джексона, «Smooth Criminal», также есть в Greatest Hits, помеченная как «Slick Thief».

## Участники записи
Alien Ant Farm
- Драйден Митчелл — вокал, акустическая гитара
- Майк Косгрув — барабаны
- Тай Замора — бас-гитара, калимба, клавишные, бэк-вокал, гитара
- Терри Корсо — гитара, акустическая гитара

Дополнительные музыканты
- Dredg — гитара «Stranded» и «Orange Appeal»
- Дэвид Кэмпбелл — струны
- Лэнни Кастро — перкуссия «Attitude»
- Яник Винсент — флейта «Orange Appeal»
- Джон Замора — дополнительный бэк-вокал «Flesh and Bone»

Технический персонал
- Том Бэйкер — мастеринг
- Джей Баумгарднер[англ.] — продюсер, микширование
- PR Brown — арт, дизайн и фотография
- Дэниэл Церта — ассистент в помощи микширования
- Джон Эвинг — Pro Tools
- Рон Хэндлер — A&R
- Джастин Харви — ассистент в помощи инжиниринга
- Джеймс Муррей — инжиниринг и Pro Tools
- Ральф Стретмэн — фотография группы
- Брайан Вирту — дополнительная разработка с помощью Pro Tools

## Позиции в чартах

### Чарты
Альбом
| Чарт (2001)                   | Высшая позиция |
| ----------------------------- | -------------- |
| Австралия                     | 18             |
| Австрия                       | 32             |
| Бельгия (Фландрия)            | 22             |
| Нидерланды                    | 44             |
| Финляндия                     | 13             |
| Ирландия                      | 21             |
| Новая Зеландия                | 24             |
| Швеция                        | 58             |
| Швейцария                     | 45             |
| Великобритания                | 11             |
| Соединённые Штаты             | 11             |
| Billboard Top Heatseekers     | 1              |
| Billboard Top Internet Albums | 21             |

Синглы
| Год                                                            | Название          | Высшая позиция | Высшая позиция | Высшая позиция | Высшая позиция | Высшая позиция | Высшая позиция | Высшая позиция | Высшая позиция | Высшая позиция | Высшая позиция | Высшая позиция | Высшая позиция | Высшая позиция | Высшая позиция | Высшая позиция | Высшая позиция |
| Год                                                            | Название          | AUS            | AUT            | BE (Фла)       | BE (Вал)       | DEN            | FIN            | FRA            | HOL            | IRE            | IT             | NOR            | NZL            | SWE            | SWI            | UK             | US             |
| -------------------------------------------------------------- | ----------------- | -------------- | -------------- | -------------- | -------------- | -------------- | -------------- | -------------- | -------------- | -------------- | -------------- | -------------- | -------------- | -------------- | -------------- | -------------- | -------------- |
| 2001                                                           | «Smooth Criminal» | 1              | 6              | 3              | 4              | 3              | 2              | 27             | 4              | 2              | 11             | 7              | 4              | 5              | 4              | 3              | 23             |
| 2001                                                           | «Movies»          | 29             | 32             | 4              | —              | —              | —              | —              | —              | 13             | —              | —              | 35             | —              | 62             | 5              | —              |
| 2002                                                           | «Attitude»        | —              | —              | —              | —              | —              | —              | —              | —              | —              | —              | —              | —              | —              | —              | 66             | —              |
| знак «—» означает, что сингл не достиг позиции в данном чарте. |                   |                |                |                |                |                |                |                |                |                |                |                |                |                |                |                |                |

### Сертификации
| Страна            | Сертификация |
| ----------------- | ------------ |
| Великобритания    | Золотой      |
| Соединённые Штаты | Платиновый   |